# استیون بایواتر
استیون بایواتر (انگلیسی: Stephen Bywater؛ زادهٔ ۷ ژوئن ۱۹۸۱) بازیکن فوتبال اهل بریتانیا است.
از باشگاه‌هایی که در آن بازی کرده‌است می‌توان به باشگاه فوتبال شفیلد ونزدی، باشگاه فوتبال دربی کانتی، باشگاه فوتبال دونکستر راورز، باشگاه فوتبال برتون آلبیون، باشگاه فوتبال هال سیتی، باشگاه فوتبال کرالا بلاسترز، باشگاه فوتبال گیلینگام، باشگاه فوتبال ولورهمپتون واندررز، باشگاه فوتبال روچدیل، باشگاه فوتبال ایپسویچ تاون، باشگاه فوتبال کاونتری سیتی، باشگاه فوتبال میلوال، باشگاه فوتبال وستهام یونایتد، باشگاه فوتبال وایکام واندررز، و باشگاه فوتبال کاردیف سیتی اشاره کرد.
وی همچنین در تیم ملی فوتبال زیر ۲۱ سال انگلستان بازی کرده‌است.